# Hydrosmecta depresseola
Hydrosmecta depresseola är en skalbaggsart som beskrevs av Thomas Casey 1911. Hydrosmecta depresseola ingår i släktet Hydrosmecta och familjen kortvingar. Inga underarter finns listade i Catalogue of Life.